# X-Face
Una X-Face è una piccola immagine bitmap monocromatica di 48×48 pixels che viene allegata ad un post su Usenet o ad un messaggio di posta elettronica. Usualmente viene impiegata per identificare l'autore del messaggio mostrandone la faccia (da cui il nome X-Face).

## Storia
Il formato X-Face è stato sviluppato da James Ashton all'interno del progetto Vismon, lanciato dai laboratori della Bell Labs negli anni '80. Essendo stato sviluppato principalmente su piattaforme Unix-like, sono molte le applicazioni, soprattutto di software libero, che lo supportano. Al contrario, nel software proprietario tale formato non è ancora molto diffuso: sono pochi i client di posta ed i newsreader che lo implementano.

## Formato
L'immagine deve essere codificata come una stringa di caratteri e venire inclusa nell'header 'X-Face:'.
Una stringa X-Face può essere generata da un'immagine preesistente appoggiandosi a dei tools online o installando e usando delle applicazioni dedicate. In alternativa si può scaricare delle X-Face predeterminate dagli archivi di X-Face disponibili in rete.
Da notare che il formato X-Face è sostanzialmente diverso dal formato Face, utilizzato da molti client di posta e da alcuni newsreader. Il formato X-Face è comunque da preferirsi su usenet in quanto maggiormente supportato dai vari newsreader. Le dimensioni estremamente ridotte di questo formato, inoltre, lo rendono preferibile al protocollo Face qualora il traffico sia un fattore a rischio.

## Applicazioni che supportano X-face
- Claws Mail, client di posta e newsreader basato su GTK+;
- Hogwasher, newsreader per Mac OS;
- KMail, client di posta ufficiale del progetto KDE, supporta X-Faces dalla versione 1.8;
- KNode, newsreader KDE;
- MacSoup, newsreader per Mac OS;
- Gravity, newsreader per Windows;
- Thunderbird, supporta X-Face con il plugin MessageFaces o Mnenhy;
- MT-Newswatcher, newsreader per Mac OS;
- Pan, newsreader per GNOME;
- Sylpheed, client di posta e newsreader basato su GTK+;
- XPN, newsreader sviluppato in Python;
- Xnews, newsreader per Windows.